# Поль Ессола
Поль Ерве́ Ессола́ Чамба́ (фр. Paul-Hervé Essola Tchamba, відомий як Поль Ессола, нар. 13 грудня 1981, Дуала, Камерун) — камерунський футболіст, півзахисник. Також має французьке громадянство.

## Клубна кар'єра
Вихованець Футбольної академії Камеруну, у складі якої у 13-річному віці перебував на змаганнях у Франції і привернув увагу тренерів футбольної школи друголігової французької команди «Бастія». Пройшов через усі рівні підготовки юнаків у «Бастії», у грудні 1999 року дебютував у матчах головної команди клубу.
2007 року перейшов до алчевської «Сталі», 4 березня того ж року дебютував у вищій лізі Чемпіонату України грою проти донецького «Металурга» (перемога 3:0). Після вильоту «Сталі» з вищої ліги у 2007 році отримав запрошення від головного тренера київського «Арсенала» Олександра Заварова. Провів у київській команді два сезони, 28 липня 2008 року забив перший (і поки що єдиний) гол у вищій лізі українського футболу — у ворота «Нафтовика».
У липні 2009 року перейшов до дніпропетровського «Дніпра» на умовах оренди на півроку, у лютому 2010 року повернувся до «Арсенала». По завершенні сезону 2009—10 отримав статус вільного агента.
У 2011 році він перейшов у китайський «Пекін Басі», за який провів 21 матч.

## Виступи за збірну
У січні 2008 року отримав виклик до національної збірної Камеруну для участі у Кубку африканських націй 2008 року, за збірну провів 1 матч.

## Титули і досягнення
- Переможець Всеафриканських ігор: 2003
- Срібний призер Кубка африканських націй: 2008